# Teoria de l'Estat
La teoria de l'Estat és una disciplina acadèmica que es desenvolupa dins d'una eclosió del dret públic a Alemanya a principis del segle xix i que té com a objecte d'estudi el fenomen de l'Estat, així com de les seves condicions i límits institucionals, ètics i legals. Com a branca de la filosofia política i en concret de la teoria general de l'Estat, sovint les seves temàtiques afecten diverses altres ciències simultàniament, incloent-hi la filosofia, la teologia, les ciències polítiques, el dret, la sociologia i l'economia. El terme sorgeix de la llengua italiana Stato, que va evolucionar del llatí Stat.

## Teories sobre la naturalesa de l'Estat
- Les teories organicistes
- La teoria de Hegel sobre l'Estat
- Les teories sociològiques de l'Estat
- La teoria de la institució
- La teoria dualista o de les dues facetes de Georg Jellinek[2]
- La Teoria Jurídica o formalista de Hans Kelsen[3]
- Les teories anti formalistes
- L'escola de la sociologia política
- la teoria de Hermann Heller